# Darren Peacock
Darren Peacock (Bristol, 3 febbraio 1968) è un allenatore di calcio ed ex calciatore inglese, di ruolo difensore.

## Palmarès

### Giocatore

#### Competizioni nazionali
- Coppa del Galles: 1

Hereford Utd: 1989-1990